# Galeão de Manila

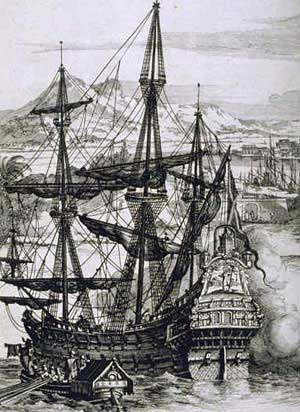
Galeão espanhol.

Os galeões de Manila eram navios comerciais espanhois que atravessavam o oceano Pacífico, uma ou duas vezes por ano, navegando entre Manila nas Filipinas e Acapulco no México, então Vice-Reino da Nova Espanha. Esta rota de comércio espanhola foi criada em 1565 como alternativa ao domínio português e holandês no oriente, e  acabaria por realizar, quase 50 anos após a sua morte, a ambição inicial de Cristovão Colombo, de navegar de oeste para este, trazendo para Espanha as riquezas das Índias. A rota se manteve até ao início do século XIX quando da Guerra da Independência do México.

## Descoberta da rota

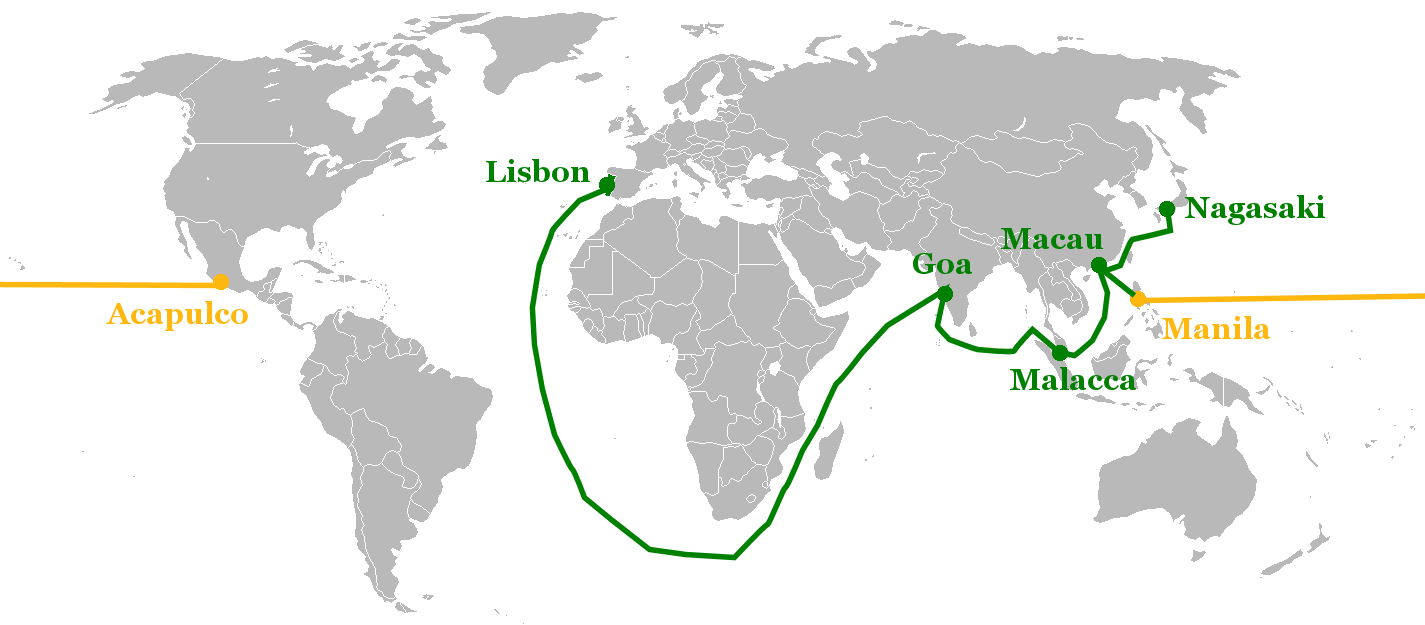
A rota comercial espanhola Manila-Acapulco iniciada em 1568 (amarelo) e as rotas rivais Portuguesas (verde) (1479-1640). O mapa indicativo que não reproduz a trajetória fiel dos navios

O galeão de Manila resultou da descoberta de Andrés de Urdaneta que, velejando na frota de Miguel López de Legazpi, descobriu um caminho de retorno de Cebu para o México, em 1565. Tentando o regresso a frota separou-se, com parte navegando para sul. Urdaneta deduziu que os ventos do Pacífico girassem como acontecia no Atlântico. Se no Atlântico os navios faziam uma larga volta para oeste para retomar os ventos que os retornariam da Madeira, a chamada "volta do mar", então, pensou, navegando ao largo para norte antes de apontar a este, apanharia ventos favoráveis que o levariam de volta à costa oeste da América. Embora tenha navegado até 38 graus norte antes de virar a este, a sua dedução compensou: atingiu a costa perto do Cabo Mendocino, na Califórnia, seguindo depois pela costa, para sul até Acapulco. Grande parte da tripulação pereceu nesta viagem inicial para qual não havia levado provisões.

## Comércio Manila-Acapulco
O chamado Galeão de Manila transportava porcelanas, seda, especiarias e muitos outros produtos do oriente. Em troca, no retorno seguia carregado com prata do Novo Mundo.
Os produtos orientais viajavam, cruzando o oceano Pacífico das Filipinas para Acapulco, no Vice-Reino da Nova Espanha, uma travessia de 4 meses. Eram então transportados por terra até à costa oeste, e de Acapulco ou Veracruz eram reembarcados, seguindo a "rota da prata" com destino a Sevilha e Cádiz, em Espanha.
O comércio de Manila tornou-se tão lucrativo que os mercadores de Sevilha pediram ao rei para limitar as travessias a apenas dois barcos anuais. Com esta limitação foi determinante construir galeões de grande capacidade, sendo esta já a maior classe de navios até então construida.
Nos 250 anos da rota Manila-Acapulco, de 1565 a 1815, partiram de Manila um total de 110 galeões. No século XVI tinham em média de 1,700 a 2,000 toneladas, feitos de madeiras filipinas, podendo transportar mil passageiros. O Concepción, naufragado em 1638, tinha 43 a 49 m de comprimento, e 2,000 toneladas. O Santísima Trinidad tinha 51.5 m.
Os naufrágios dos galeões de Manila tornaram-se por isso uma lenda, só ultrapassada pelos navios dos tesouros nas Caraíbas.
A viagem pelo Pacífico durava quatro meses, e os galeões de Manila eram o principal contacto entre Manila e o México, e portanto a Espanha. Mesmo após a independência o México manteria relações culturais e comerciais com as Filipinas.

## As Naus do século XVIII
Fonte: todoababor.es
- Nuestra Señora de la Guía
- Nuestra Señora de Covadonga
- Nuestra Señora del Pilar de Zaragoza
- Nuestra Señora del Rosario y los Santos Reyes
- Nuestra Señora del Rosario y San Juan Bautista
- Santísima Trinidad y Nuestra Señora del Buen Fin